# ریشارد کون
ریشارد کون (به آلمانی: Richard Kuhn) ‏(۳ دسامبر ۱۹۰۰ – ۱ اوت ۱۹۶۷) زیست‌شیمیدان آلمانی-اتریشی و برنده جایزه نوبل شیمی است که در سال ۱۹۳۸ برای کارهایش بر روی کاروتنوئیدها و ویتامین‌ها این جایزه را دریافت کرد.
او ابتدا از پذیرفتن جایزه نوبل شیمی سال ۱۹۳۸ خودداری کرد؛ زیرا هیتلر پذیرفتن این جایزه توسط شهروندان آلمانی را منع کرده بود. او حتی در دست‌نوشته‌ای اعطای جایزه نوبل به یک آلمانی را دعوت به نقض فرمان پیشوا، توصیف کرد. او جایزه‌اش را پس از جنگ جهانی دوم دریافت کرد.